# كارلوس رييس لوبيز
كارلوس رييس لوبيز (بالإسبانية: Carlos Reyes López)‏ هو سياسي مكسيكي، ولد في 24 فبراير 1957 في المكسيك. حزبياً، نشط في حزب العمل الوطني. وقد انتخب عضو مجلس النواب المكسيك.